# Nigel Jones
Pour les articles homonymes, voir Jones.
Nigel David Jones, baron Jones de Cheltenham (né le 30 mars 1948 à Cheltenham (Gloucestershire) et mort le 7 novembre 2022) est un homme politique libéral démocrate britannique.

## Biographie

### Jeunesse
Nigel Jones fréquente la Prince Henry's Grammar School d'Evesham. Après avoir quitté l'école, il travaille comme opérateur informatique pour la Westminster Bank de 1965 à 1967, puis comme programmeur informatique chez International Computers Limited (ICL) de 1967 à 1970. De 1970 à 1971, il travaille comme analyste système chez Vehicle and General Insurance et comme programmeur système chez Atkins Computing, avant de rejoindre ICL en tant que chef de projet en 1971. À partir de 1989, Jones est conseiller au conseil du comté de Gloucestershire. Il démissionne de l'ICL et du conseil du comté de Gloucestershire en 1992, lorsqu'il est élu au Parlement.

### Carrière parlementaire
Nigel Jones est élu député de Cheltenham aux élections générales de 1992, remportant le siège sur le Parti conservateur. Il s'y était déjà présenté sans succès aux élections générales de 1979 .
Nigel Jones est membre du comité des comptes publics de 2002 à 2005. Il est également le porte-parole des libéraux démocrates pour un certain nombre de sujets, notamment le gouvernement local (1992-93), la science et la technologie du sport (1993), la consommation (1995-97), le sport et la culture (1997-99), le commerce et l'industrie. (1997-99) et développement international (1999). Nigel Jones conserve le siège jusqu'aux élections générales de 2005 .
Le 28 janvier 2000, un homme du nom de Robert Ashman entre dans le bureau de circonscription de Nigel Jones et l'attaque lui et son adjoint, le conseiller local Andrew Pennington, avec un katana. À la suite de l'attaque, Pennington est tué et Jones est gravement blessé . Jones a besoin de 57 points de suture pour refermer ses blessures à la main à la suite de l'assaut .
Après l'attaque dans le bureau de Nigel Jones, Robert Ashman est accusé d'homicide involontaire coupable et de tentative de meurtre, mais le jury de son procès l'a jugé mentalement inapte à subir son procès . Par la suite, détenu à Broadmoor pour observation, le Home Office autorise un nouveau procès en septembre 2002. Ashman est ensuite reconnu coupable de tentative de meurtre et reconnu coupable d'homicide involontaire coupable de Pennington en raison d'une responsabilité réduite en 2003 .
Pennington reçoit à titre posthume la médaille George pour ses tentatives de protéger Nigel Jones.
Le 13 mai 2005, il est créé pair à vie, avec le titre de baron Jones de Cheltenham, de Cheltenham dans le comté de Gloucestershire . Il est consultant non exécutif pour BFC Marcomms Ltd, une société de conseil en relations publiques basée dans le Wiltshire.

### Famille
Nigel Jones épouse Katherine Grinnell en 1981 à l'ambassade britannique à Abu Dhabi. Ils ont un fils, Sam, et des filles jumelles, Amy et Lucy.